# WTA Finals 2016 - Doppio
Sania Mirza e Martina Hingis erano le detentrici del titolo, ma sono state sconfitte in semifinale da Ekaterina Makarova e Elena Vesnina.
In finale Makarova e Vesnina hanno sconfitto Bethanie Mattek-Sands e Lucie Šafářová con il punteggio di 7–6(5), 6-3.

## Giocatrici
1. Caroline Garcia /  Kristina Mladenovic (semifinale)
2. Martina Hingis /  Sania Mirza (semifinale)
3. Bethanie Mattek-Sands /  Lucie Šafářová (finale)
4. Ekaterina Makarova /  Elena Vesnina (campionesse)

1. Andrea Hlaváčková /  Lucie Hradecká (quarti di finale)
2. Chan Hao-ching /  Chan Yung-jan (quarti di finale)
3. Tímea Babos /  Yaroslava Shvedova (quarti di finale)
4. Julia Görges /  Karolína Plíšková (quarti di finale)

## Tabellone

### Legenda
| - Q = Qualificato - WC = Wild card - LL = Lucky loser | - ALT = Alternate - SE = Special Exempt - PR = Protected Ranking | - w/o = Walkover - r = Ritirato - d = Squalificato |

|  | Quarti di finale | Quarti di finale                     | Quarti di finale                    | Quarti di finale | Quarti di finale |  |  | Semifinali | Semifinali                           | Semifinali                           | Semifinali                       | Semifinali                       |   |   | Finale | Finale                               | Finale                               | Finale | Finale |  |
|  |                  |                                      |                                     |                  |                  |  |  |            |                                      |                                      |                                  |                                  |   |   |        |                                      |                                      |        |        |  |
|  | 1                | Caroline Garcia Kristina Mladenovic  | Caroline Garcia Kristina Mladenovic | 6                | 6                |  |  |            |                                      |                                      |                                  |                                  |   |   |        |                                      |                                      |        |        |  |
|  | 8                | Julia Görges Karolína Plíšková       | Julia Görges Karolína Plíšková      | 4                | 2                |  |  | 1          | Caroline Garcia Kristina Mladenovic  | Caroline Garcia Kristina Mladenovic  | 3                                | 5                                |   |   |        |                                      |                                      |        |        |  |
|  | 3                | Bethanie Mattek-Sands Lucie Šafářová | 5                                   | 7                | [10]             |  |  | 3          | Bethanie Mattek-Sands Lucie Šafářová | Bethanie Mattek-Sands Lucie Šafářová | 6                                | 7                                |   |   |        |                                      |                                      |        |        |  |
|  | 7                | Tímea Babos Yaroslava Shvedova       | 7                                   | 6                | [2]              |  |  |            |                                      |                                      |                                  |                                  |   |   | 3      | Bethanie Mattek-Sands Lucie Šafářová | Bethanie Mattek-Sands Lucie Šafářová | 65     | 3      |  |
|  | 5                | Andrea Hlaváčková Lucie Hradecká     | Andrea Hlaváčková Lucie Hradecká    | 2                | 5                |  |  |            |                                      | 4                                    | Ekaterina Makarova Elena Vesnina | Ekaterina Makarova Elena Vesnina | 7 | 6 |        |                                      |                                      |        |        |  |
|  | 4                | Ekaterina Makarova Elena Vesnina     | Ekaterina Makarova Elena Vesnina    | 6                | 7                |  |  | 4          | Ekaterina Makarova Elena Vesnina     | 3                                    | 6                                | [10]                             |   |   |        |                                      |                                      |        |        |  |
|  | 6                | Chan Hao-ching Chan Yung-jan         | Chan Hao-ching Chan Yung-jan        | 610              | 5                |  |  | 2          | Martina Hingis Sania Mirza           | 6                                    | 2                                | [6]                              |   |   |        |                                      |                                      |        |        |  |
|  | 2                | Martina Hingis Sania Mirza           | Martina Hingis Sania Mirza          | 7                | 7                |  |  |            |                                      |                                      |                                  |                                  |   |   |        |                                      |                                      |        |        |  |